# نموذج اللعبة
في الفيزياء، يعتبر نموذج اللعبة (Toy model) تمثيلًا مبسطًا لنموذج رياضي أو فيزيائي، يتم تقديمه من أجل فهم آلية أو نظرية بسهولة أكبر أو ببساطة لنمذجة ظاهرة معقدة.
- غالبًا ما يتم صنع نموذج لعبة رياضي عن طريق تقليل عدد الأبعاد، أو تقليل عدد المتغيرات أو الحقول، أو قصرها على شكل متماثل معين.
- يتميز نموذج اللعبة الفيزيائي بمثال يومي أو آلية مشابهة تُستخدم غالبًا لتوضيح تأثير من أجل تسهيل تخيله.

يمكن أن تكون بعض الأمثلة على نماذج اللعبة الفيزيائية: ميكانيكا مدارية موصوفة بواسطة كرتين تدوران بشريط مطاطي؛ إشعاع هوكينغ حول ثقب أسود موصوف كإشعاع تقليدي لغشاء وهمي نصف قطره نصف قطر شفارتزشيلد؛ . . .
يوجد عدد كبير من نماذج اللعبة في الفيزياء الإحصائية: نموذج ديباي ونموذج أينشتاين، وهما تبسيطات لسلوك الذرات داخل البلورة من أجل نمذجة الخصائص الفيزيائية للبلورة الصلبة، نموذج إيزينج، الذي يصوغ المغناطيسية في المادة، النموذج ذو ستة رؤوس وهو تمثيل للجليد الصلب.

## انظر كذلك
- نظرية اللعبة